# Jacek Berensztajn
Jacek Berensztajn (ur. 16 października 1973 w Piotrkowie Trybunalskim) – polski piłkarz, występujący na pozycji pomocnika, reprezentant kraju, trener piłkarski.

## Kariera klubowa
Wychowanek GKS Bełchatów, w którym spędził większość zawodniczej kariery. W ówczesnej I lidze zadebiutował jednak jako zawodnik Siarki Tarnobrzeg, w rundzie wiosennej sezonu 1993/94. W kolejnym sezonie powrócił do GKS, z którym wywalczył awans do ekstraklasy. Rok później jego zespół dotarł do finału Pucharu Polski. W 1997 r. został graczem austriackiego SV Ried, w którym występował przez półtora roku, zdobywając w tym czasie Puchar Austrii. Po powrocie do Polski ponownie reprezentował barwy GKS Bełchatów, który w sezonie 1998/99 po raz kolejny dotarł do finału Pucharu Polski, ale jednocześnie spadł z I ligi. Na boiska ekstraklasy Berensztajn wrócił wiosną 2001 r. jako zawodnik Odry Wodzisław. W kolejnych latach bronił barw drugoligowych: RKS Radomsko, KSZO Ostrowiec Świętokrzyski i Zagłębia Sosnowiec (awans do ekstraklasy), a także Włókniarza Zelów. W październiku 2010 r. został oskarżony o ustawienie meczu RKS Radomsko. W grudniu 2012 r. został zdyskwalifikowany za korupcję przez Komisję Dyscyplinarną PZPN.

## Kariera reprezentacyjna
W seniorskiej reprezentacji Polski zadebiutował za kadencji selekcjonera Antoniego Piechniczka w rozegranym w Bełchatowie 27 sierpnia 1996 towarzyskim spotkaniu z Cyprem (2:2). Drugim i ostatnim występem Berensztajna w kadrze był, rozegrany 14 lutego 1997 na Cyprze, mecz z Litwą (0:0).
| l.p. | Data             | Miejsce   | Przeciwnik | Rezultat | Rozgrywki  | Grał   | Uwagi |
| ---- | ---------------- | --------- | ---------- | -------- | ---------- | ------ | ----- |
| 1.   | 27 sierpnia 1996 | Bełchatów | Cypr       | 2-2      | towarzyski | 90'    |       |
| 2.   | 14 lutego 1997   | Ajia Napa | Litwa      | 0-0      | towarzyski | od 65' |       |

## Kariera trenerska
Był szkoleniowcem grup młodzieżowych GKS Bełchatów. 29 czerwca 2010 został trenerem drużyny Młodej Ekstraklasy GKS Bełchatów. W sezonie 2013/14 trenował IV-ligową Zawiszę Pajęczno.

## Sukcesy
- 130 meczów i 23 bramki w polskiej ekstraklasie
- 42 mecze i 1 bramka w austriackiej Bundeslidze
- Finał Pucharu Polski: 1996 i 1999 z GKS Bełchatów
- Puchar Austrii: 1998 z SV Ried